# Carboj
Il Carboj è un fiume della lunghezza di 30 km che nasce dai Monti Sicani, in Sicilia, e scorre interamente in provincia di Agrigento. Il suo bacino idrografico è di circa 208 km² (27° in Sicilia per dimensioni) e ricade per la maggior parte nella provincia di Agrigento ed una piccola parte nella provincia di Palermo.

## Parte alta

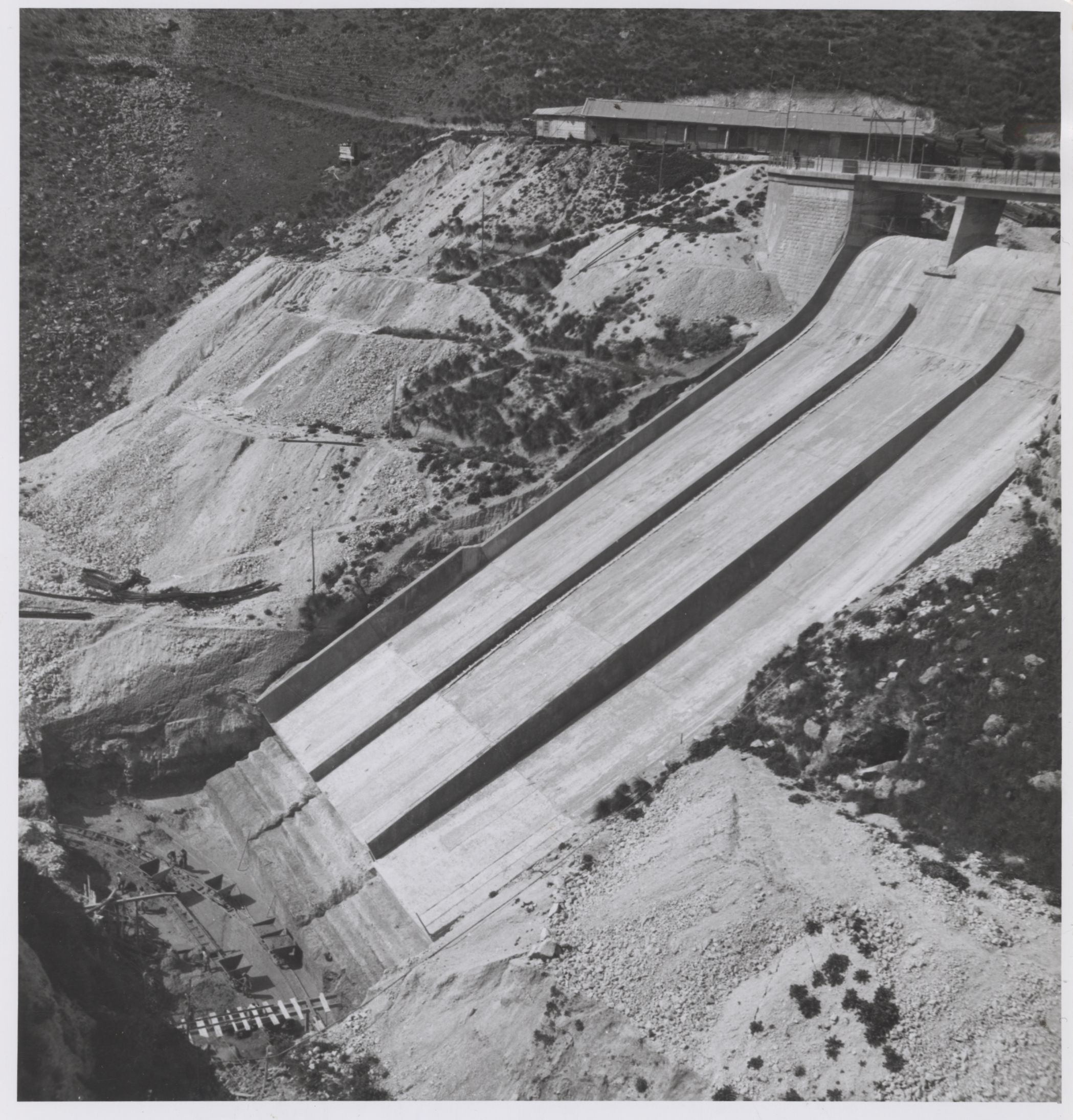
La diga sul Carboj. Foto del 1957 dall'Archivio storico del Touring Club Italiano.

Il fiume, nella parte alta del suo percorso è denominato torrente Rincione e passa accanto al paese di Sambuca di Sicilia. I suoi affluenti principali sono il Vallone Cava ed il Vallone Carricagiachi.
Dopo aver ricevuto le acque dei suoi affluenti il torrente Rincione diventa un immissaro del bacino artificiale Lago Arancio che fu costruito nel periodo 1949-1952. Riempiendosi, l'invaso con le sue acque (generalmente per sei mesi l'anno) sommerge il fortino di Mazzallakkar residuo della dominazione araba.

## Parte bassa
Una volta lasciato il lago, il Carboj unico emissario scorre attraverso le strette gole della Tardara, a pareti sub-verticali caratterizzate da larghezze alla base molto piccole.
A valle delle gole si apre la valle del Carboj ed il fiume prosegue verso il mare passando a pochi chilometri a sud di Menfi. Il fiume termina la sua corsa sfociando nel mar Mediterraneo in località Contrada Maragani tra Sciacca e Menfi.